# Бри су Мортањ
Бри су Мортањ (фр. Brie-sous-Mortagne) насеље је и општина у западној Француској у региону Поату-Шарант, у департману Приморски Шарант која припада префектури Сент.
По подацима из 2011. године у општини је живело 244 становника, а густина насељености је износила 33,8 становника/km². Општина се простире на површини од 7,22 km². Налази се на средњој надморској висини од 40 метара (максималној 61 m, а минималној 5 m).

## Демографија
| 1962. | 1968. | 1975. | 1982. | 1990. | 1999. | 2011. |
| ----- | ----- | ----- | ----- | ----- | ----- | ----- |
| 276   | 282   | 287   | 242   | 228   | 245   | 244   |

График промене броја становника у току последњих година